# Єжи Леві
Віктор Єжи Леві (пол. Wiktor Jerzy Lewi, 22 квітня 1949, Вроцлав — 30 жовтня 1972, Лунд) — польський шахіст, за походженням єврей, з 1969 — «неповерненець» і з 1972 громадянин Швеції.

## Шахова біографія
Леві був одним із найбільш обдарованих польських юніорів. У 1965-1968 чотири роки поспіль перемагав у юніорських першостях країни. 1967 посів третє місце на неофіційному чемпіонаті Європи серед юніорів у Гронінгені, слідом за Анатолієм Карповим і Андрашем Адор'яном, натомість, обігнав за набраними очками Яна Тіммана.
1968 в м. Кельці завоював бронзу в чемпіонаті Польщі зі швидких шахів. Наступного року переміг у сильному турнірі ім. PKWN у Любліні (залишивши позаду гросмейстерів Айварса Гіпсліса та Ласло Барцаї). У тому ж 1969 році завоював титул чемпіона Польщі та разом із ним право представити країну на зональному турнірі в Афінах. Турнір пройшов для нього не дуже вдало, а по його завершенню 19-річний шахіст відмовився повертатись на Батьківщину. Поселився у Швеції, вивчав там математику, брав участь у місцевих шахових змаганнях. В Польщі ж його ім'я потрапило в цензорські списки і багато років не було чути жодної звістки про колись велику надію польських шахів.
Найвищого рейтингу досяг 1 липня 1971: 2430 пунктів, що давало б йому 2-3 місце в польській шаховій еліті (за Володимиром Шмідтом і порівну зі Збігнєвом Додою).
1972 загинув в автокатастрофі в Лунді. Шахісту було лише 23 роки. Похований на єврейському цвинтарі в Мальме.